# Tamme Weyert Theodor Janssen
Tamme Weyert Theodor Janssen (* 21. Juni 1816 in Jübberde; † 21. Juni 1894 in Düsseldorf) war ein deutscher Maler, Zeichner und Kupferstecher der Düsseldorfer Malerschule und Mitbegründer des Künstlervereins Malkasten.

## Leben
Tamme Weyert Theodor Janssen war der Sohn des Bürgermeisters, Abgeordneten des Landtages der Provinz Hannover und Landwirts Weyert Janssen und der Hille Meencken Wolters aus Poghausen mit einem Hof in Jübberde, auf welchem er wie seine acht Geschwister in seiner Kindheit mithalfen. Von den dekorativ bemalten Fliesen die in den Stuben Ostfrieslands die Öfen und Wände dekorierten und der damals verbreiteten Ruppiner Bilderbögen wurde er schon früh zum Zeichnen angeregt. Um 1825 kam Theodor Janssen auf die Schule, erhielt als Jugendlicher auch einige Jahre privaten Unterricht im Zeichnen und Porträtmalen, und machte 1835, nachdem er ab 1832 in Latein, modernen Fremdsprachen und Naturwissenschaften Unterricht erhalten hatte, einen höheren Schulabschluss.
Um die Jahreswende 1835/36 ging Theodor Janssen nach Düsseldorf an die Kunstakademie, studierte religiöser Malerei, Historienmalerei sowie Zeichnen nach der Antike und wechselte 1837 in die von Ernst Carl Thelott gegründete Kupferstecherklasse, die Joseph von Keller fortführte. Bereits im Verlauf des Studiums legte er seine ostfriesischen Vornamen ab und signierte seine Werke nur noch als Theodor Janssen oder auch mit T.W. Theodor Janssen.
Auf der Akademie freundete sich Janssen mit Johann Peter Hasenclever an und unternahm mit ihm und dem Malerkollegen Johann Wilhelm Preyer im Herbst 1839 eine sechswöchige Reise durch Oberitalien bis nach Venedig und in die Schweiz. Im Spätherbst desselben Jahres bis März 1840 hielt sich Theodor Janssen mit Mitteln eines Stipendiums in München auf, wo er an der Königlichen Akademie der Bildenden Künste bei Peter von Cornelius studierte.

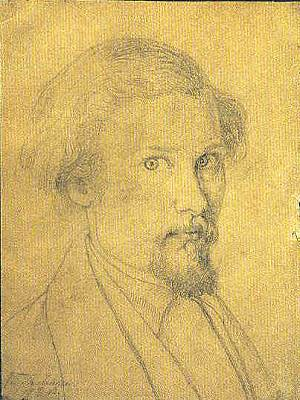
Porträt des seines Freundes Johann Peter Hasenclever, 1842

Um 1843 heiratete Theodor Janssen Laura (1822–1889), die Schwester seines Freundes Hasenclever in Remscheid. Sie wählten Düsseldorf als Wohnort. Mit der Deutschen Revolution 1848/1849 gehörte Janssen 1848 unter anderen mit seinem Schwager Hasenclever zu den Mitbegründern des Künstlervereins „Malkasten“. Aus dieser Zeit, in welcher sich seit Beginn der „Märzrevolution“ demokratisch gesinnte Bürger in einer Düsseldorfer Bürgerwehr zusammenschlossen, entsprang eine Freundschaft mit dem Lyriker Ferdinand Freiligrath. Auch war er, wie viele Düsseldorfer Künstlerkollegen, Mitglied in einer Düsseldorfer Freimaurerloge.
Der Kupferstich war Mitte des 19. Jahrhunderts noch die gängige Reproduktionstechnik zur Verbreitung der Kenntnis von Gemälden, auch für die Arbeiten der Düsseldorfer Malerschule. Hier hatte der Kunstverein für die Rheinlande und Westfalen häufig die Rolle als Förderer und zugleich auch Auftraggeber und Verteiler von Grafiken. Jedoch brachten Janssens Nachstiche nicht genügend Einkommen um den Unterhalt der achtköpfigen Familie zu sichern. Er und seine Frau Laura hatten acht Kinder, von denen sechs überlebten, zwei Mädchen und vier Jungen. Theodor Janssen versuchte, seine Ölmalereien und Zeichnungen auf Reisen ins rheinische Umland und in die Niederlande zu verkaufen. Zwischen 1852 und 1856 verließ er Düsseldorf mehrmals, um auch mit Porträtaufträgen Geld zu verdienen.
1867 bescheinigte ihm Akademiedirektor Eduard Bendemann die Lehrbefähigung als Zeichenlehrer an Gymnasien und Malschulen. So konnte Theodor Janssen ab Ostern 1868 als Lehrer in Zeichnen den Unterricht an der Luisenschule übernehmen. Bis Ende der 1880er Jahre übte er den Lehrberuf aus. Eine zunehmende Erblindung zwang ihn, das Amt niederzulegen und das Malen aufzugeben. Zuletzt wohnte er auf der Kölner Straße 22 in Düsseldorf.

## Ehrung
1851 erhielt Janssen für das 1844 vom Verlag Düsseldorfer Buch- und Kunsthandlung Julius Buddeus herausgegebene Blatt „Der Kandidat Jobs im Examen“ nach Gemälden von Johann Peter Hasenclever in Bilder zur Jobsiade zwei Auszeichnungen. Janssen hatte den Stich „Seiner Majestät dem König Friedrich Wilhelm IV. v. Preußen Alluntertänigst vom Kupferstecher gewidmet“. Außerdem erhielt er die preußische „Große goldene Medaille“ und die gleiche Auszeichnung vom Königreich Hannover.

## Familie
Janssen war der erste Künstler einer bedeutenden Familie. Er war der Vater des Düsseldorfer Akademiedirektors Peter Jansen d. Ä., des Bildhauers und Akademieprofessors Karl Janssen und des Architekten Theodor Janssen sowie Großvater des Urologen Peter Janssen, des Pharmakologen Sigurd Janssen und des Philosophen Otto Janssen, außerdem Urgroßvater des Malers und Akademieprofessors Peter Janssen d. J.

## Werke (Auswahl)
- 1843: Der Riese Goliath, Radierung nach Johann Peter Hasenclever
- 1844: Jobs von der Universität zurückkehrend nach Johann Peter Hasenclever
- 1844: Der Kandidat Jobs im Examen nach Johann Peter Hasenclever
- 1844: Jobs als Schulmeister nach Johann Peter Hasenclever
- 1850: Rettung aus dem Schiffbruch nach Rudolf Jordan
- 1861: Luther verbrennt die Bannbulle, Kupferstich nach Carl Friedrich Lessing[10]
- Porträt Ferdinand Freiligrath, Bleistiftzeichnung, Stadtmuseum Düsseldorf
- Columbus vor dem Hohen Rat in Salamanca, Kupferstich nach Emanuel Leutze